# Ugerevy 1937/22
|  | Denne artikel er oprettet af botten Steenthbot ud fra en ekstern database. Den kan derfor have sproglige fejl eller mangler. Denne skabelon kan fjernes efter kontrol af indholdet. |

Ugerevy 1937/22 er en dansk ugerevy fra 1937. 

## Handling
1. Kong Christian IV’s gamle ladegård forsvinder for at gøre plads til det nye radiohus på Rosenørns Alle.

2. Ruiner af det gamle gældsfængsel.

3. Ringridning i Tønder, 125 års jubilæum, med deltagelse af kongeparret.

4. Årets store motorløb. Elektroløbet på Amager Travbane. Motorcykler.

5. Kvindeatletik på Frederiksberg Stadion. Vandrepokal fra Kino "Den vide Verden" overrækkes af Dir. Møller.